# Kunešov
Kunešov és un poble i municipi d'Eslovàquia. Es troba a la regió de Banská Bystrica.

## Història
La primera menció escrita de la vila es remunta al 1342.

## Demografia
| Godina             | 1994 | 2004   | 2014   | 2024    |
| ------------------ | ---- | ------ | ------ | ------- |
| Nombre de persones | 262  | 252    | 238    | 197     |
| Diferència         |      | −3,81% | −5,55% | −17,22% |

| Godina             | 2023 | 2024   |
| ------------------ | ---- | ------ |
| Nombre de persones | 203  | 197    |
| Diferència         |      | −2,95% |